# Zofia Słaboszowska
Zofia Słaboszowska (* 11. September 1933 in Polen; † 13. August 2004 in Herzberg am Harz) war eine polnische Schauspielerin.
Słaboszowska studierte an der Akademie der Bildenden Künste Warschau und debütierte nach ihrem Abschluss in dem 1959 gedrehten Ostatni strzal im Kino. Bis 1972 war sie in rund fünfzehn Film- und Fernsehproduktionen zu sehen, wobei sie ab 1960 sehr häufig in DEFA-Produktionen spielte. Sie übernahm auch Synchronaufgaben und betätigte sich als Malerin und Zeichnerin. 
1962 wurde sie für ihre Darstellung in Feuermeister Kalen vom Ministerium für Kunst und Kultur ausgezeichnet.
Słaboszowska war mit ihrem Kollegen Helmut Schreiber verheiratet.

## Filmografie (Auswahl)
- 1959: Tödliche Begegnung (Ostatni strzal)
- 1960: Begegnung im Zwielicht (Spotkania w mroku)
- 1960: Immer am Weg dein Gesicht
- 1961: Eine Geschichte von heute (Historia wspólczesna)
- 1962: Feuermeister Kalen (Ogniomistrz Kalen)
- 1966: Die Söhne der großen Bärin
- 1971: Angebot aus Schenectady (Fernsehfilm)
- 1971: Dornröschen
- 1982: Die Schüsse der Arche Noah